# فرانسوا مارك
فرانسوا مارك (بالفرنسية: François Marque) (مواليد 31 يوليو 1983 في تروا - فرنسا) لاعب كرة قدم فرنسي يلعب حاليا لصالح نادي الدرجة الأولى غرونوبل الفرنسي منذ 2010 في مركز قلب الدفاع كما يجيد اللعب في مركز الظهير الأيمن.

## روابط خارجية
- فرانسوا مارك على موقع قاعدة بيانات كرة القدم.إي يو (الإنجليزية)
- فرانسوا مارك على موقع بيانات كرة القدم. دي إي (الألمانية)
- فرانسوا مارك على موقع Soccerway.com (الإنجليزية)
- فرانسوا مارك على موقع عالم كرة القدم.نت (الإنجليزية)